# Stylos
Stylos (Stylos significa "colonna" in greco) è un sito archeologico di un antico insediamento e cimitero minoico, nei pressi del villaggio moderno di Stylos, sull'isola greca di Creta. Si trova nelle vicinanze dell'altro importante sito archeologico di Aptera, nell'unità periferica di Chania. 
Il sito è stato scavato da N. Platon e C. Davaras che hanno portato alla luce la fornace di un vasaio, un edificio con quattro camere e una tarda tomba a tholos minoica.